# Lucy Beecroft
Lucy Beecroft (* 7. Oktober 1996 in North Shields) ist eine englische Squashspielerin.

## Karriere
Lucy Beecroft spielte 2015 erstmals und seit 2018 aktiv auf der PSA World Tour und gewann auf dieser bislang drei Titel. Ihre höchste Platzierung in der Weltrangliste erreichte sie mit Rang 20 am 29. Juli 2024. In ihrer Juniorinnenzeit gewann sie mehrere nationale Meisterschaftstitel und vertrat England bei Europa- und Weltmeisterschaften, wobei ihr bei Europameisterschaften mit der Mannschaft auch ein Titelgewinn gelang. Ihr Debüt bei einer Weltmeisterschaft der Senioren gab sie im Juli 2021, als sie in der ersten Runde gegen die spätere Vizeweltmeisterin Nouran Gohar ausschied. Ihren ersten Titel auf der Profitour gewann Beecroft im August 2021 in Manchester und sicherte sich in der Folgesaison zwei weitere Titel. Im Juni 2022 wurde sie britische Vizemeisterin nach einer Finalniederlage gegen Jasmine Hutton. Bei den World Games 2022 gewann sie nach einer Finalniederlage gegen Tinne Gilis ebenfalls die Silbermedaille. Mit der englischen Nationalmannschaft gelang ihr 2023 der Titelgewinn bei den Europameisterschaften. Ein Jahr darauf gehörte sie zum englischen Aufgebot bei der Weltmeisterschaft.
2020 schloss Beecroft ihr Studium an der Yale University ab, für die sie auch im College Squash aktiv war.

## Erfolge
- Europameisterin mit der Mannschaft: 2023
- Gewonnene PSA-Titel: 3
- World Games: 1 × Silber (2022)
- Britische Vizemeisterin: 2022